# Asociación para la Música Contemporánea
La Asociación para Música Contemporánea (en ruso: ACM - Ассоциация Современной Музыки: ASM - Assotsiátsiya Sovreménnoy Múzyki)  era una organización alternativa de compositores de Rusia interesados en la música vanguardista fundada en 1923 por Nikolái Róslavets. Daba conciertos y publicaba revistas promocionando a sus miembros (Dmitri Shostakóvich, Nikolái Miaskovski, Vissarión Shebalín, Aleksandr Mosólov, Gavriil Popov, Vladímir Scherbachov, …) o a compositores como Mahler, Schoenberg, Berg, Webern, Krenek o Hindemith.
Esta organización se relacionaba con la Asociación de Músicos Proletarios de Rusia.  Ambas se abolieron por el Decreto del Politburó del PCUS Acerca de la Reforma de las organizaciones literarias y las ártísticas del 23 de abril de 1932. Tanto la Asociación de Músicos Proletarios de Rusia como la Asociación para la Música Contemporánea fueron reemplazadas por la Unión de Compositores Soviéticos.

El resurgimiento de esta organización en 1990 encabezado por Edison Denísov, Yelena Fírsova, Dmitri Smirnov y Nikolái Korndorf se afilió a la Sociedad Internacional para la Música Contemporánea. Tras la disolución de la URSS, muchos miembros emigraron y Denísov falleció en 1996. La nueva asociación se dividió en dos: una, basada en la anterior Unión de Compositores Soviéticos, denominada Asociación de música contemporánea y dirigida por Víktor Yekimovski, y otra, basada en el Conservatorio de Moscú, denominada Centro de música contemporánea y dirigida por Vladímir Tarnopolski (en:Vladimir Tarnopolsky).